# Berith Eriksson
Berith Kristina Eriksson, född 28 november 1939 i Dorotea, är en svensk vänsterpartistisk politiker, som mellan 1985 och 1994 var riksdagsledamot för Uppsala läns valkrets.